# Wróblewski (Mondkrater)
Wróblewski ist ein kleiner Einschlagkrater, der direkt am südöstlichen Rand des großen Kraters Gagarin liegt. Der Krater Raspletin, am Rande von Gagarin, liegt direkt nordwestlich von Wróblewski. Im Süd-Südosten liegt Sierpinski.
Wie viele Mondkrater dieser Größe ist Wróblewski nahezu kreis- und schalenförmig. Die Kraterwandung zeigt Erosionserscheinungen, die durch nachfolgende Einschläge verursacht sind.